# Sở giao dịch chứng khoán Lào
Sở giao dịch chứng khoán Lào (Lao Securities Exchange/LSX) là sàn giao dịch chứng khoán chính tại Lào, tọa lạc tại thủ đô Viêng-Chăn (Vientiane). Các công ty trên LSX đã huy động được hơn 6,7 nghìn tỷ LAK (khoảng 750 triệu đô la Mỹ).  Đồng tiền giao dịch là Kíp Lào (ກີບ). Quy mô của giao dịch lên đến 1,11 nghìn tỷ kip tương đương với 128,62 triệu đô la.

## Lịch sử
Năm 2010, chính phủ Lào đã tìm kiếm sự hỗ trợ về mặt kỹ thuật và tài chính từ Hàn Quốc (Sở giao dịch chứng khoán Hàn Quốc- KRX nắm giữ 49% cổ phần tại LSX), cũng như lời khuyến nghị từ nước láng giềng Thái Lan, để giúp xây dựng sàn giao dịch. Tòa nhà kính làm trụ sở này có chi phí xây dựng là 10 triệu đô la. Công ty bắt đầu hoạt động vào ngày 11 tháng 1 năm 2011. Chủ tịch Sở giao dịch chứng khoán hiện nay là ông Dethphouvang Moularat. Hiện LSX có 11 công ty niêm yết, với quy mô vốn hoá thị trường khoảng 23 tỷ LAK, tương đương 14,03% GDP. Ủy ban Chứng khoán Lào đang xây dựng Chiến lược Phát triển thị trường vốn trong 10 năm tới (2025-2035) và tầm nhìn đến 2040.

## Các công ty
Hiện nay có 11 công ty niêm yết trên sàn giao dịch chứng khoán của Lào gồm:
| Số | Mã CK   | Tên doanh nghiệp                                                                      | Số lượng cổ phiếu niêm yết |
| -- | ------- | ------------------------------------------------------------------------------------- | -------------------------- |
| 1  | BCEL    | BANQUE POUR LE COMMERCE EXTERIEUR LAO PUBLIC                                          | 207,723,300                |
| 2  | EDL-Gen | EDL Generation Public Company (Electricite du Laos)                                   | 1,679,303,697              |
| 3  | LWPC    | LAO WORLD PUBLIC COMPANY                                                              | 39,560,909                 |
| 4  | PTL     | Petroleum Trading Lao Public Company                                                  | 235,000,000                |
| 5  | SVN     | Souvanny Home Center Public Company                                                   | 165,000,000                |
| 6  | PCD     | Phousy Construction and Development Public Company                                    | 582,000,000                |
| 7  | LCC     | Lao Cement Public Company                                                             | 40,004,000                 |
| 8  | MHTL    | Mahathuen Leasing Public Company                                                      | 40,000,000                 |
| 9  | LAT     | Lao Agrotech Public Company                                                           | 100,000,000                |
| 10 | VCL     | Vientiane Center Lao Public Company                                                   | 147,199,900                |
| 11 | LALCO   | Lao ASEAN Leasing Public Company Lưu trữ ngày 23 tháng 3 năm 2020 tại Wayback Machine | 301,500,000                |

## Giờ giấc
Giao dịch diễn ra từ thứ Hai đến thứ Sáu với thời gian giao dịch cụ thể như sau:
- Trước giờ mở cửa: 08:30 đến 09:00
- Mở cửa: 09:00 đến 14:50
- Đóng phiên đấu giá: 14:50 đến 15:00
- Đóng phiên: 15:00

Thời gian này không bao gồm các ngày lễ.